# محسن فتحی
محسن فتحی داروساز و نماینده مجلس اهل شهر کامیاران که نمایندهٔ دورهٔ یازدهم و دوازدهم مجلس شورای اسلامی میباشد. وی موفق شد در یازدهمین انتخابات مجلس شورای اسلامی که در تاریخ ۲ اسفند ۱۳۹۸ برگزار شد، با کسب ۳۲ هزار و ۵۱۸ رای از مجموع ۱۲۷ هزار و ۸۳۸ رای ماخوذه، از حوزه انتخابیه سنندج، دیواندره و کامیاران از استان کردستان انتخاب گردد و به مجلس راه یابد.
محسن فتحی عضو کمیسیون بهداشت و درمان مجلس یازدهم شورای اسلامی بود.